# Veda Ann Borg
Veda Ann Borg (Boston, 11 de gener de 1915 – Hollywood, 16 d'agost de 1973) fou una actriu de cinema estatunidenca.
Nascuda a Boston, Massachusetts, Borg era filla de Gottfried Borg, un immigrant suec, i de Minna Noble. Es feu model el 1936 abans d'aconseguir un contracte amb Paramount Pictures. Després d'un accident de trànsit el 1939 necessità reconstrucció facial mitjançant cirurgia plàstica. Treballà en unes cent pel·lícules, principalment de sèrie B, però ocasionalment en petits papers de sèrie A, com per exemple Mildred Pierce, Julia Misbehaves (1948), Love Me or Leave Me (1955), Guys and Dolls (1955), El congost de la mort (Thunder in the Sun) (1959) i El Álamo (1960). També va treballar freqüentment en televisió.
Va estar casada amb Paul Herrick (1942) i amb el cineasta Andrew McLaglen (1946 - 1958). Tots dos matrimonis acabaren en divorci. Va tenir tres fills. Finalment morí a causa d'un càncer a Hollywood.